# Bernhard Kohl
Bernhard Kohl (født 4. januar 1982 i Wien) var en professionel østrigsk landevejscykelrytter. Han cyklede for det tyske hold Gerolsteiner, efter at have været på T-Mobile frem til 2006. Kohl var en velkendt "bjergged"; det vil sige en cykelrytter som hæver sig på bjergetaperne.
13. oktober blev det offentliggjort, at Kohl under Tour de France 2008 blev testet positiv for doping.
25. maj 2009 annoncerede Bernhard Kohl på et pressemøde sin tilbagetrækning fra professionel cykelsport